# Camille Muffat
Camille Muffat (Niza, Francia, 28 de octubre de 1989 - Villa Castelli, La Rioja, Argentina, 9 de marzo de 2015) fue una nadadora francesa, campeona en los Juegos Olímpicos de Londres 2012 en la modalidad de 400 metros libres.

## Biografía

### Primeros años
Camille Muffat debutó con medalla en el Campeonato Europeo de Natación en Piscina Corta de 2006 a los 17 años de edad, consiguiendo la medalla de plata. Un año después, en el Campeonato Europeo de Natación en Piscina Corta de 2007 ganó su primera medalla de oro, en la modalidad de 200 m estilos con un tiempo de 2:09.05, además de conseguir una medalla de bronce el mismo año en los 400 m estilos. En 2008 consiguió otras dos medallas, en el Campeonato Europeo de Natación en Piscina Corta de 2008 y en el Campeonato Europeo de Natación de 2008. En 2009 sólo participó en los Juegos Mediterráneos de 2009, ganando la oro en los 200 m estilos. En 2010, y tras ganar la medalla de plata en el Campeonato Europeo de Natación de 2010, Muffat dio el salto al Campeonato Mundial de Natación en Piscina Corta, ganando una medalla de bronce y otra de oro, esta última en los 200 m libre.

### Últimos años
Tras participar en 2011 en el Campeonato Mundial de Natación de 2011 en el que ganó dos medallas de bronce, y ya en 2012, Muffat participó en sus primeros Juegos Olímpicos. En los Juegos Olímpicos de Londres 2012 se clasificó para tres eventos. Ganó la medalla de oro en los 400 m libre, consiguiendo un nuevo récord olímpico. También consiguió la medalla de plata en los 200 m libre y la bronce en el 4 × 200 m libre, con un tiempo total de 7:47.49.
El 1 de enero de 2013, Muffat fue designada como dama de la Legión de Honor de Francia. El 12 de julio de 2014, el diario L'Équipe publicó en una entrevista que fue realizada a Muffat, donde anunciaba su retirada.

### Fallecimiento
Un accidente aéreo acabó con su vida y la de nueve personas más al colisionarse dos helicópteros en Villa Castelli, La Rioja en Argentina, el 9 de marzo de 2015. Estaba grabando un reality. El 24 de marzo fue enterrada en el cementerio de Gairaut en Niza.